# Inocellia bhutana
Inocellia bhutana là một loài côn trùng trong họ Inocelliidae thuộc bộ Raphidioptera. Loài này được H. Aspöck et al. miêu tả năm 1991.